# Pacific Harbour
Pacific Harbour – miasto w Fidżi, w Dystrykcie Centralnym i prowincji Serua, na wyspie Viti Levu. Według danych szacunkowych na rok 2009 liczy 1 874 mieszkańców.